# Bumbu (Würzmittel)
Bumbu ist in der indonesischen Küche ein Oberbegriff für sowohl eine Gewürzmischung aus Gewürzen, Kräutern, Zwiebeln, Rhizomen und weiteren Zutaten als auch für eine daraus zubereitete Paste. Bumbu dient als geschmackliche Basis für zahlreiche Gerichte, entweder als Marinade oder als Basis für eine Sauce. Das Äquivalent in der malaysischen Küche ist Rempah.
Grundsätzlich unterscheidet man zwei Arten von Bumbu: den einfachen und den zusammengesetzten. Einfache Bumbu werden mit ihrem jeweiligen Namen bezeichnet, also zum Beispiel Jintan für Kümmel und Jahe für Ingwer. Zusammengesetzte erhält man, wenn man mehrere einfache Bumbu miteinander vermischt. Für die zusammengesetzten benutzt man stets das Beiwort Bumbu. 
Bumbu dienen nicht nur der Verbesserung des Geschmacks von asiatischen Speisen, sondern kommen auch der Verdauung zugute.  Gerade für das Hauptnahrungsmittel Reis ist das Hinzufügen von Gewürzen wichtig, da Reis arm an Geschmacksstoffen ist.
Bei den meisten Bumbu ist der Wassergehalt in frischem Zustand groß, so dass sie schnell Schimmel ansetzen. Dies ist der Grund, dass Bumbu in Europa überwiegend in getrocknetem Zustand, zum Beispiel in Pulverform, verkauft wird. Diese Pulver sind im Vergleich zur Frischware nicht nur schärfer im Geschmack, sondern auch duftender. Sie werden meist in kleinen Fläschchen angeboten, die luftdicht verschlossen sind. Durch den Zutritt von Feuchtigkeit und Luft verlieren Bumbus jedoch schnell ihren typischen Duft, es kommt meist zu einer harten Masse ohne Verwendungszweck. 
Zu den einfachen Bumbus zählen unter anderem
- Kapulaga (Grüner Kardamom)
- Jahe (Ingwer)
- Jintan (Kreuzkümmel)
- Ketumbar (Echter Koriander)
- Kencur (Gewürzlilie)
- Kunyit oder Kunir (Kurkuma)
- Laos oder Lengkuas (Thai-Ingwer)
- Cabai oder Lombok (Capsicum frutescens)
- Sereh oder Serai (Zitronengras)
- Daun Salam (Indonesisches Lorbeerblatt)
- Daun Padan (Pandanus amaryllifolius)
- Jeruk Purut (Kaffernlimette)

Zu den zusammengesetzten Bumbus zählen u. a.
- Bumbu Sayur Lodeh
- Currypaste
- Kerrie Java